# Sandvikens sulfatfabrik
Sandvikens sulfatfabrik var en sulfatfabrik i Sandviken, Kramfors kommun som byggdes av Sandvikens Sågverks AB 1929.
1868 hade holländaren Fredrik Hendrik Versteegh grundat Sandvikens Sågverks AB och följande år var företagets första sågverk färdigt, placerad i Ådalen vid Ångermanälven norr om Kramfors. Produktionen ökade efterhand men 1928 lades produktionen ned eftersom bolaget byggt en sulfatfabrik istället en liten bit nedströms. Då hade också Graningeverken blivit huvudägare.
Fabriken stod klar 1929. Från början räknade man med en produktion på 18 000 ton massa per år. 1935 byggdes fabriken ut och produktionen blev 40 000 ton per år. Fabriken byggs ut och moderniseras även 1938, 1948 och 1953.
1959 hade det kooperativa skogsbolaget Norrlands Skogsägares Cellulosa AB bildats. 1961 såldes fabriken till NCB för 47 miljoner kronor. Produktionen var då 125 000 ton per år. Fabriken var mycket nedsliten och marknaden för sulfatmassa hade från 1960-talet minskat förutom ett tillfälligt uppsving på en överhettad marknad i början av 1970-talet. Kvalitetskraven ökade och det fanns inte tillräckligt med råvara i Ådalen för att fabriken skulle kunna fortleva. Sandvikens sulfatfabrik drogs även med i karusellen med NCB och industriminister Nils G. Åsling . 1979 lades fabriken ned eftersom det inte ansågs möjligt för fabriken att klara de allt strängare miljökraven.
Efter nedläggningen revs alla byggnader och det finns endast få synliga spår kvar.